# Suncrest (Washington)
Suncrest az Amerikai Egyesült Államok északnyugati részén, Washington állam Stevens megyéjében elhelyezkedő önkormányzat nélküli település, Spokane külvárosa.
A helység a térség kereskedelmi központja; egy bevásárlóközpont, egy orvosi rendelő és egy fogorvosi rendelő található itt. A megyei tűzoltóság a településen egy kirendeltséget üzemeltet.

## Fordítás
Ez a szócikk részben vagy egészben  a   Suncrest, Washington című angol Wikipédia-szócikk ezen változatának fordításán alapul.  Az eredeti cikk szerkesztőit annak laptörténete sorolja fel. Ez a jelzés csupán a megfogalmazás eredetét és a szerzői jogokat jelzi, nem szolgál a cikkben szereplő információk forrásmegjelöléseként.